# Folkland

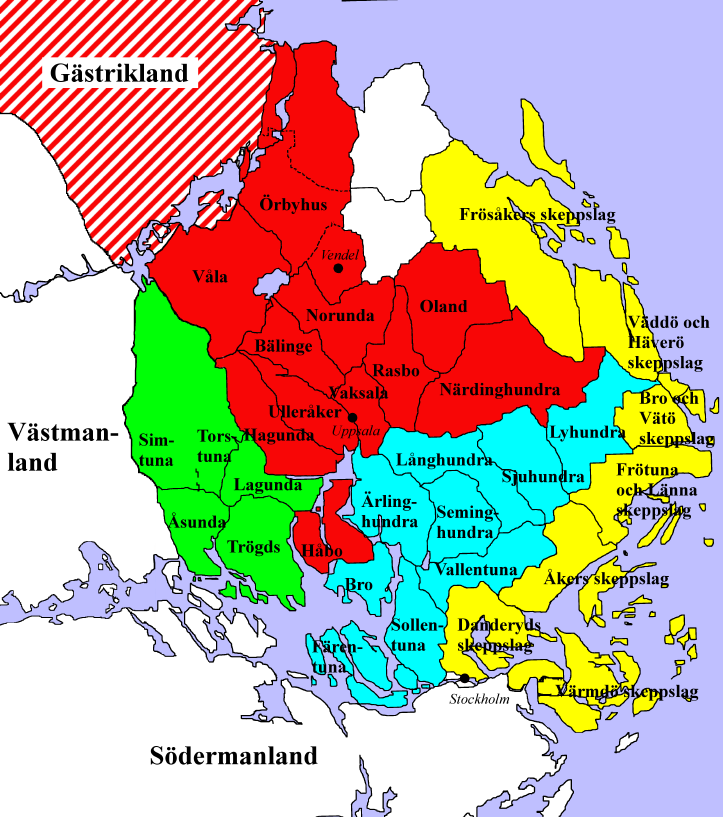
Folklands en Svitjod (Uppland/Gästrikland)
rojo = Tiunda
cian = Attunda
amarillo = Roden / Roslagen
<fspan style="color:green">verde = Fjärdhundra
La línea de la costa ha cambiado mucho en el último milenio. En la época medieval Roslagen se denominaba Roden.

Folkland (Folklanden) es el nombre para las provincias suecas históricas de Tiundaland, Attundaland y Fjärdhundraland, que en 1296 junto a Roden (Roslagen) se unieron para formar la provincia moderna de Uppland. Estaban originalmente unidos por un rey común electo que administraba los sacrificios en la Gamla Uppsala y que era el comandante de los leidang durante las guerras. No se sabe cuándo se unieron por primera vez, pero ya en el año 98 a. C., Tácito describe a los suiones como una poderosa tribu.